# Aquilla (Teksas)
Aquilla – miasto w Stanach Zjednoczonych, w stanie Teksas, w hrabstwie Hill.